# Ку-Ку бенд
„Ку-Ку бенд“ е българска музикална група. Създадена е през 1993 г. с първоначален състав от Слави Трифонов, Евгени Йотов и Илия Илиев-Професора. Групата притежава някои от най-скъпите инструменти в страната и участва в много телевизионни предавания. Има издадени 23 албума, над 300 песни, стотици концерти, 13 турнета (1 от които в САЩ).
Групата твори в различни стилове като фронтменът ѝ Слави Трифонов многократно е определял стилът на тяхната музика като „етно-рок“, смесица между рок музиката и балканското звучене, тъй като в групата има изключително различни инструменти – както електрически китари, така и кларинет. Много от песните на Ку-Ку бенд могат да бъдат определени като попфолк песни, но те имат и собствени разработки или аранжименти на някои от най-популярните народни песни.
Продуцент на Ку-Ку бенд, както и песните и клиповете на групата, през годините винаги е бил фронтменът ѝ Слави Трифонов, но – като част от различни музикални компании. От създаването на групата до 1996 г. – като съдружник с Камен Воденичаров в Камен Во. Студио; след това (от 1996 г. до 2004 г.) – еднолично чрез Българска музикална компания; а оттогава – до днес – продуцент на Ку-Ку бенд е компанията Seven-Eight Production, отново със собственик Слави Трифонов.
В началото на 2013 г. Seven-Eight Production сключва договор за дистрибуция на цялата продукция на Ку-Ку бенд в Интернет с водещата компания от този бранш – Silvernoise – създаден е официален профил на Слави Трифонов и Ку-Ку бенд във видеопортала YouTube, където е качена по-голямата част от продукцията на артистите, а част от албумите са качени и на някои от платформите за легално разпространение на музика чрез заплащане като iTunes, Spotify и Amazon MP3.

## Любопитни факти
- Всички членове на групата имат висше музикално образование, а трима от общо деветимата инструменталисти в групата са понастоящем преподаватели в Националната музикална академия „Проф. Панчо Владигеров“ – това са Проф. Цветан Недялков (китара), Проф. Иван Стоянов (бас китара) и преп. Кристиян Илиев (клавишни).[3]
- Песента „Един от многото“ е най-дълго правената някога песен от Ку-ку бенд – 4 години. Текстът на Ивайло Вълчев се е родил още през 2008 г., като първоначално е записан без музика. Дълго време след това, Евгени Димитров-Маестрото прави музиката по мотиви на втора част от Седма симфония на Лудвиг ван Бетховен. Това заявява Евгени Димитров-Маестрото за статия на вестник „24 часа“.[4]
- Слави Трифонов и Евгени Димитров са автори на музиката на песента „Планетата на децата“, изпълнявана от Крисия, Хасан и Ибрахим, която представяше България на песенния конкурс Детска Евровизия 2014 г. в Малта и зае престижното второ място. През 2015 г. конкурсът се провежда в София.
- На 25 април 2015 г. се провежда концерт на Слави Трифонов и Ку-Ку бенд в Зала „Арена Армеец“ в София с около 17 000 души публика. Концертът поставя рекорд за най-бързо разпродаване на цялата зала – всички 17 000 билета са разпродадени онлайн само за 9 часа. Това е и първият концерт, на който освен актуалния състав на Ку-Ку бенд участват и много от бившите негови членове като Десислава Добрева, Нели Петкова, Калин Вельов, Николай Арабаджиев, Лилия Йончева. Алекс Раева също е поканена, но отказва поканата поради ангажименти в чужбина. Излъчен е месец по-късно – на 25 май по bTV.
- Два месеца по-късно – на 25 юни 2015 г. – отново онлайн са пуснати билети за следващия им концерт на Националния стадион „Васил Левски“ на 25 септември 2015 – 5 месеца след този в „Арена Армеец“. Този път целият стадион с близо 70 000 места по трибуните и терена е разпродаден за 8 часа.[5] И на този концерт отново участват част от бившите членове на Ку-Ку бенд. Концертът се провежда при изключително дъждовно време като стадионът със 70 000 души публика остава пълен и до последната песен. Целият концерт е излъчен на 29 февруари 2016 година по bTV.
- Китаристът Николай Арабаджиев е единственият, който за дълъг период не свири с групата, но се завръща в състава през 2021 г. Впоследствие Иван Стоянов, който го замества, свири по различни поводи в различни състави – или отново по заместване – с Ку-Ку бенд.
- Концертите „Ние сме Ку-Ку бенд“ през 2022 г. е първото турне на групата, в което не участва фронтменът Слави Трифонов. Причината за това не е обявена официално. В този период обаче той е активен участник в политическия живот на страната. По време на концертите песните се изпълняват от беквокалистите на групата.
- Песента и части от видеоклипа „Братко мой“ са използвани в предизборните клипове на ПП „Има такъв народ“ за предсрочните парламентарни избори на 2 октомври 2022 г. Георги Милчев-Годжи, Невена Цонева и Йордан Йончев-Гъмзата пък изнасят самостоятелни концерти, също в подкрепа на кампанията на партията.
- След започването отново на съвместна работа на екипа с bTV в рамките само на предаването „Коя е тази песен?“ заедно с бенда като вокалисти се присъединяват Нора Караиванова и Теодор Койчинов.

## Дискография

### Студийни албуми
- Ръгай чушки в боба (1993)
- Шат на патката главата (1994)
- Рома ТВ (1994)
- Жълта книжка (1995)
- Хъшове (1996)
- Едно ферари с цвят червен (1997)
- Франция, здравей (1998)
- Девети трагичен (1998)
- Вавилон (1998)
- Няма не искам (1999)
- Часът на бенда (2000)
- Новите варвари (2001)
- Vox populi (2002)
- Прима патриот (2004)
- И оркестъра да свири (2005)
- Ние продължаваме (2007)
- No Mercy (2008)
- Македония (2010)
- Един от многото (2012)
- Има такъв народ (2017)
- Песни за българи (2018)

### Компилации
- Каналето – The best (1997)
- The best (2002)

## Видеоклипове
| Видеоклип                                                                          | Премиера | Албум                         | Режисьор                     | Продуцент                  |
| ---------------------------------------------------------------------------------- | -------- | ----------------------------- | ---------------------------- | -------------------------- |
| Дулсинея                                                                           | 1994     | Шат на патката главата        |                              | Камен Во. Студио           |
| Шъ та праа да умиргаш                                                              | 1994     | Шат на патката главата        |                              | Камен Во. Студио           |
| Шат на патката главата                                                             | 1994     | Шат на патката главата        |                              | Камен Во. Студио           |
| Тупан техно                                                                        | 1994     | Шат на патката главата        |                              | Камен Во. Студио           |
| Рокендрол на падашите бабички                                                      | 1994     | Шат на патката главата        |                              | Камен Во. Студио           |
| Зима е                                                                             | 1994     | Шат на патката главата        |                              | Камен Во. Студио           |
| Вървят ли двама                                                                    | 1994     | Шат на патката главата        |                              | Камен Во. Студио           |
| Гергьовден                                                                         | 1996     | Рома ТВ                       |                              | Камен Во. Студио           |
| Тайсън кючек                                                                       | 1996     | Хъшове                        |                              | БМК                        |
| Не съм избягал                                                                     | 1996     | Хъшове                        |                              | БМК                        |
| Едно ферари с цвят червен                                                          | 1997     | Едно ферари с цвят червен     |                              | БМК                        |
| Звездице                                                                           | 1998     | Девети трагичен               |                              | БМК                        |
| Студио Хъ                                                                          | 1998     | Девети трагичен               |                              | БМК                        |
| Не ме моли                                                                         | 1999     | Няма не искам                 | Стефка Райкова / Васил Лесов | БМК                        |
| Няма не искам                                                                      | 1999     | Няма не искам                 |                              | БМК                        |
| Сафари                                                                             | 1999     | Няма не искам                 |                              | БМК                        |
| Ча-ча-чалга(Георги Милчев-Годжи)                                                   | 1999     | Следобедът на един Годжи      |                              | БМК                        |
| Куфар(Георги Милчев-Годжи)                                                         | 1999     | Следобедът на един Годжи      |                              | БМК                        |
| Следобедът на един Годжи(Георги Милчев-Годжи)                                      | 1999     | Следобедът на един Годжи      |                              | БМК                        |
| Пари нема, действайте(Георги Милчев-Годжи)                                         | 2000     | Сензация                      | Стилиян Иванов               | БМК                        |
| Сензация(Георги Милчев-Годжи и Пагане)                                             | 2000     | Сензация                      | Стилиян Иванов               | БМК                        |
| Ела, ела                                                                           | 2000     | Часът на бенда                |                              | БМК                        |
| Стоп! Забрави за правилата                                                         | 2000     | Часът на бенда                |                              | БМК                        |
| След теб(Георги Милчев-Годжи)                                                      | 2000     | След теб                      |                              | БМК                        |
| Бедните не могат да скачат                                                         | 2001     | Новите варвари                | Магърдич Халваджиян          | БМК                        |
| Жива рана(Слави Трифонов и Георги Милчев-Годжи)                                    | 2001     | Новите варвари                | Магърдич Халваджиян          | БМК                        |
| Йовано, Йованке                                                                    | 2002     | Vox populi                    | Магърдич Халваджиян          | БМК                        |
| Реквием за една мръсница                                                           | 2002     | Vox populi                    | Магърдич Халваджиян          | БМК                        |
| Funk off                                                                           | 2002     | Vox populi                    | Магърдич Халваджиян          | БМК                        |
| Why(Слави Трифонов и Elena Paparizou)                                              | 2003     | –                             | Магърдич Халваджиян          | Bonnier Music              |
| Не, не и не                                                                        | 2004     | Prima патриот                 | Магърдич Халваджиян          | БМК                        |
| Bolero (balkan version)                                                            | 2004     | Prima патриот                 | Магърдич Халваджиян          | БМК                        |
| I wanna feel you(Алекс Раева)                                                      | 2004     | Prima патриот                 | Магърдич Халваджиян          | БМК                        |
| Вечерай, Радо                                                                      | 2004     | Prima патриот                 | Магърдич Халваджиян          | БМК                        |
| Йордановден                                                                        | 2005     | И оркестъра да свири          | Рангел Вълчанов              | Seven-Eight Prod.          |
| Единствени(Слави Трифонов и Софи Маринова)                                         | 2005     | И оркестъра да свири          | Магърдич Халваджиян          | Seven-Eight Prod.          |
| Ethno fighter(Йордан Йончев-Гъмзата)                                               | 2005     | И оркестъра да свири          | Васил Лесов                  | Seven-Eight Prod.          |
| И без теб                                                                          | 2005     | И оркестъра да свири          |                              | Seven-Eight Prod.          |
| Само остани                                                                        | 2005     | И оркестъра да свири          |                              | Seven-Eight Prod.          |
| 100 SMS-а                                                                          | 2005     | И оркестъра да свири          |                              | Seven-Eight Prod.          |
| Само мен(Слави Трифонов и Нели Пекова)                                             | 2006     | Ние продължаваме              | Магърдич Халваджиян          | Seven-Eight Prod.          |
| Любовта е отрова(Слави Трифонов и Софи Маринова)                                   | 2007     | Ние продължаваме              | Магърдич Халваджиян          | Seven-Eight Prod.          |
| Нещо лично                                                                         | 2007     | Ние продължаваме              | Магърдич Халваджиян          | Seven-Eight Prod.          |
| Жестока(Слави Трифонов и Невена Цонева)                                            | 2007     | Ние продължаваме              | Магърдич Халваджиян          | Seven-Eight Prod.          |
| Едно ченге                                                                         | 2007     | Ние продължаваме              | Магърдич Халваджиян          | Seven-Eight Prod.          |
| Целуни ме(Борис Солтарийски)                                                       | 2007     | Ние продължаваме              | Васил Лесов                  | Seven-Eight Prod.          |
| Кажи на майка си                                                                   | 2007     | Ние продължаваме              | Магърдич Халваджиян          | Seven-Eight Prod.          |
| Малко сръбско                                                                      | 2008     | No Mercy                      |                              | Seven-Eight Prod.          |
| Минах ли те/(цензурирана и нецензурирана версия)                                   | 2008     | No Mercy                      | Лъчезар Ангелов              | Seven-Eight Prod.          |
| No mercy                                                                           | 2008     | No Mercy                      |                              | Seven-Eight Prod.          |
| Цветове(Нели Петкова)                                                              | 2009     | No Mercy                      | Лъчезар Аврамов              | Seven-Eight Prod.          |
| Дявол                                                                              | 2009     | No Mercy                      |                              | Seven-Eight Prod.          |
| Не, Мария(Слави Трифонов и Миро)                                                   | 2009     | –                             | Мартин Макариев              | Seven-Eight Prod.          |
| По ръба(Слави Трифонов и Люси)                                                     | 2010     | Един от многото               | Мартин Макариев              | Seven-Eight Prod.          |
| Четири секунди(Анелия и Йордан Йончев-Гъмзата)                                     | 2010     | Хитовете на Планета Пайнер 9  | Николай Нанков               | Пайнер                     |
| Нямаш право(Борис Солтарийски)                                                     | 2010     | Един от многото               |                              | Seven-Eight Prod.          |
| Лош герой(Йордан Йончев-Гъмзата)                                                   | 2010     | Един от многото               |                              | Seven-Eight Prod.          |
| Нема такава държава                                                                | 2010     | –                             |                              | Seven-Eight Prod.          |
| Пружината                                                                          | 2010     | Един от многото               | Мартин Макариев              | Seven-Eight Prod.          |
| Не сме светци(Борис Солтарийски и Аксиния)                                         | 2011     | –                             | Мартин Макариев              | Seven-Eight Prod.          |
| Предай се(Борис Солтарийски и Андреа)                                              | 2011     | –                             | Мартин Макариев              | Seven-Eight Prod.          |
| Един въпрос(Нели Петкова)                                                          | 2011     | –                             | Александър Сано              | Seven-Eight Prod.          |
| Море сокол пие                                                                     | 2011     | Македония                     | Неделчо Богданов             | Seven-Eight Prod.          |
| Неудобни въпроси(Галена и Йордан Йончев-Гъмзата)                                   | 2011     | Хитовете на Планета Пайнер 10 | Людмил Иларионов – Люси      | Пайнер                     |
| Точка 18(Ивана и Георги Милчев-Годжи)                                              | 2011     | –                             |                              | Пайнер                     |
| Давай(Роксана и Георги Милчев-Годжи)                                               | 2011     | Един от многото               | Йордан Петков                | Пайнер                     |
| Празна стая(Георги Милчев-Годжи)                                                   | 2012     | –                             | Жоро Манолов/Стоил Вътев     | Seven-Eight Prod.          |
| Да, да, да(Слави Трифонов и Иво Сиромахов)                                         | 2012     | –                             | Мартин Макариев              | Seven-Eight Prod.          |
| Умна и красива(Борис Солтарийски и Йордан Йончев-Гъмзата)                          | 2012     | Един от многото               | Мартин Макариев              | Seven-Eight Prod.          |
| Оборотна(Йордан Йончев-Гъмзата)                                                    | 2012     | Един от многото               | Мартин Макариев              | Seven-Eight Prod.          |
| Куче и котка                                                                       | 2012     | Един от многото               | Мартин Макариев              | Seven-Eight Prod.          |
| Любимец 13(Борис Солтарийски)                                                      | 2012     | Един от многото               | Мартин Макариев              | Seven-Eight Prod.          |
| Ти си                                                                              | 2012     | Един от многото               | Мартин Макариев              | Seven-Eight Prod.          |
| Върти, върти(Георги Милчев-Годжи)                                                  | 2012     | –                             | Стоил Вътев                  | Seven-Eight Prod.          |
| Свикнах да те нямам(Георги Милчев-Годжи)                                           | 2012     | –                             | Стоил Вътев                  | Seven-Eight Prod.          |
| Сефте(Йордан Йончев-Гъмзата)                                                       | 2012     | Един от многото               |                              | Seven-Eight Prod.          |
| Нирвана кючек                                                                      | 2012     | Един от многото               | Мартин Макариев              | Seven-Eight Prod.          |
| Време за глупости(Слави Трифонов и Борис Солтарийски)                              | 2012     | Един от многото               | Александър Сано              | Seven-Eight Prod.          |
| Един от многото                                                                    | 2012     | Един от многото               |                              | Seven-Eight Prod.          |
| Двама мъже и половина(Йордан Йончев-Гъмзата и Деян Неделчев)                       | 2012     | Един от многото               | Кирил Божилов                | Seven-Eight Prod.          |
| Ефектът Уау(Илиян и Йордан Йончев-Гъмзата)                                         | 2012     | Хитовете на Планета Пайнер 11 | Николай Нанков               | Пайнер                     |
| Искам те пак(Цветелина Грахич)                                                     | 2013     | Един от многото               | Александър Сано              | Seven-Eight Prod.          |
| Носи ти се славата(Борис Солтарийски)                                              | 2013     | –                             | Стоил Вътев/Жоро Манолов     | Seven-Eight Prod.          |
| Още те обичам(Георги Милчев-Годжи)                                                 | 2013     | –                             | Стоил Вътев                  | Seven-Eight Prod.          |
| Лято 2013(Георги Милчев-Годжи)                                                     | 2013     | –                             | Стоил Вътев                  | Seven-Eight Prod.          |
| Sex Top Box(Йордан Йончев-Гъмзата)                                                 | 2013     | –                             | Александър Сано              | Seven-Eight Prod.          |
| Феноменална(Анелия и Йордан Йончев-Гъмзата)                                        | 2014     | Феноменална                   | Александър Моллов            | Пайнер                     |
| Ще избиеме рибата(Борис Солтарийски и Йордан Йончев-Гъмзата)                       | 2014     | –                             | Виктор Антонов               | Seven-Eight Prod.          |
| Защо мълчиш?(Лилия Стефанова)                                                      | 2015     | –                             | Стоил Вътев/Жоро Манолов     | Seven-Eight Prod.          |
| Зрителна измама(Цветелина Грахич)                                                  | 2015     | –                             |                              | Seven-Eight Prod.          |
| Не питай колко(Борис Солтарийски)                                                  | 2016     | –                             | Жоро Манолов                 | Seven-Eight Prod.          |
| Мразя се(Лилия Стефанова)                                                          | 2016     | –                             | Жоро Манолов                 | Seven-Eight Prod.          |
| В кого да се влюбя(Борис Солтарийски и Алисия)                                     | 2016     | –                             | Мартин Макариев              | Seven-Eight Prod./Ара      |
| Бягай(Слави Трифонов и Йордан Йончев-Гъмзата)/(цензурирана и нецензурирана версия) | 2016     | Има такъв народ               | Кирил Киров                  | Seven-Eight Prod.          |
| No mercy(нова версия)                                                              | 2016     | No Mercy                      |                              | Seven-Eight Prod.          |
| Аз съм твоят мъж(Слави Трифонов и Йордан Йончев-Гъмзата)                           | 2016     | Има такъв народ               | Кирил Киров                  | Seven-Eight Prod.          |
| Вярвам в чудеса(Слави Трифонов, Крисия, Хасан и Ибрахим)                           | 2016     | Има такъв народ               | Жоро Манолов                 | Seven-Eight Prod.          |
| Фалшив герой(Георги Милчев-Годжи с участието на Вокален ансамбъл „Фортисимо“)      | 2017     | Има такъв народ               |                              | Seven-Eight Prod.          |
| Тя                                                                                 | 2017     | Има такъв народ               | Кирил Киров                  | Seven-Eight Prod.          |
| Дразни ме(Камелия и Йордан Йончев-Гъмзата)                                         | 2017     | –                             | Жоро Марков                  | Kams Prod.                 |
| Господ ни обича                                                                    | 2017     | –                             |                              | Seven-Eight Prod.          |
| Лош човек с добри намерения                                                        | 2017     | –                             | Росен Илиев/Тодор Карагяуров | Seven-Eight Prod.          |
| Грам не ти пука(Борис Солтарийски)                                                 | 2017     | –                             | Жоро Манолов/С. Балабанов    | Seven-Eight Prod.          |
| Притури са планината(Невена Цонева)                                                | 2018     | Има такъв народ               | Кирил Киров                  | Seven-Eight Prod.          |
| Да я преживея(Годжи и Aristos Constantinou)                                        | 2018     | –                             | Жоро Манолов/С. Балабанов    | Seven-Eight Prod.          |
| Гледай как се прави(Криско, с участието на Слави Трифонов)                         | 2018     | –                             | Кирил Киров                  | Adamand                    |
| Така да е(Лилия Стефанова)                                                         | 2018     | –                             | Иван Димитров                | Seven-Eight Prod.          |
| Затова                                                                             | 2018     | –                             | М артин Макариев             | Seven-Eight Prod.          |
| Нема такава държава(С участието на Валери и Бойко)(нова версия)                    | 2018     | –                             |                              | Seven-Eight Prod.          |
| Вали(Георги Милчев-Годжи)                                                          | 2018     | –                             | Иван Димитров                | Seven-Eight Prod.          |
| Едно Ферари модел 2019(Криско, с участието на Слави Трифонов и Ку-Ку бенд)         | 2018     | –                             | Кирил Киров                  | Adamand                    |
| Г-н Директоре(Георги Милчев-Годжи, Краси Радков (Гацо Бацов) и Сашо Роман)         | 2019     | –                             | Иван Димитров                | Seven-Eight Prod.          |
| Дръж са либе(Борис Солтарийски, с участието на Йонислав Йотов – Тото Н)            | 2019     | –                             | Стефан Маринов               | Seven-Eight Prod.          |
| Краят на света(С участието на Веско Ешкенази)                                      | 2019     | –                             | Мартин Макариев              | Seven-Eight Prod.          |
| Широкоскроени(Георги Милчев-Годжи, Краси Радков (Рон Джереми) и Тони Стораро)      | 2019     | –                             | Иван Димитров                | Seven-Eight Prod.          |
| Завинаги(Борис Солтарийски)(текстово видео)                                        | 2019     | –                             | -                            | Seven-Eight Prod.          |
| Сакам да те любя(Борис Солтарийски)                                                | 2019     | –                             | Иван Димитров                | Seven-Eight Prod.          |
| Едно ми е такова(Слави Трифонов, Йордан Йончев-Гъмзата и GBS)                      | 2019     | –                             | Валери Милев                 | Seven-Eight Prod.          |
| Няма упойка(Борис Солтарийски и Алисия)                                            | 2019     | –                             | Стефан Маринов               | Seven-Eight Prod./Ара      |
| Любов(Невена Цонева и Георги Милчев-Годжи)                                         | 2019     | –                             | Иван Димитров                | Seven-Eight Prod.          |
| Шоуто ще продължи(Борис Солтарийски)                                               | 2019     | –                             | Иван Димитров                | Seven-Eight Prod.          |
| Нека ни мразят(Лилия Стефанова и Йордан Йончев-Гъмзата)                            | 2019     | –                             | Иван Димитров                | Seven-Eight Prod.          |
| Заедно(Слави Трифонов, с участието на Йонислав Йотов – ТоТо H)                     | 2020     | –                             | Валери Милев                 | Seven-Eight Prod.          |
| Вечерница(Невена Цонева)                                                           | 2020     | –                             | Иван Димитров                | Seven-Eight Prod.          |
| Спри, не идвай!(Борис Солтарийски)                                                 | 2020     | –                             | Иван Димитров                | Seven-Eight Prod.          |
| Ей, тулупи(„Извънредно положение“)                                                 | 2020     | –                             |                              | Seven-Eight Prod.          |
| Черно море(Георги Милчев-Годжи, Йордан Йончев-Гъмзата и Теодор Цонов-Батката)      | 2020     | –                             | Христиан Ночев               | Seven-Eight Prod.          |
| Вечерай, Радо(с участието на Веско Ешкенази)                                       | 2020     | –                             | Валери Милев                 | Seven-Eight Prod.          |
| Нема такава държава(нова версия)                                                   | 2020     | –                             |                              | Seven-Eight Prod.          |
| Ти си(нова версия)                                                                 | 2020     | Един от многото               | Валери Милев                 | Seven-Eight Prod.          |
| Вечерница (ремикс)(Невена Цонева, Fabrizio Parisi & The Editor)                    | 2020     | –                             | Иван Димитров                | Seven-Eight Prod.          |
| Изкушение(Слави Трифонов и ТоТо H)                                                 | 2021     | –                             | Валери Милев                 | Seven-Eight Prod.          |
| Ръка за ръка(Невена Цонева и Камен Воденичаров)                                    | 2021     | –                             | Камен Воденичаров            | Камен Во. Студио/Seventeen |
| I want you                                                                         | 2021     | –                             | Валери Милев                 | Seven-Eight Prod.          |
| Hallelujah                                                                         | 2021     | –                             | Валери Милев                 | Seven-Eight Prod.          |
| Аз съм(с участието на Ники и Любо)                                                 | 2021     | –                             | Емил Цончев                  | Seven-Eight Prod.          |
| Заради тебе(Борис Солтарийски)                                                     | 2021     | –                             | Ronin Cinema House           | Seven-Eight Prod.          |
| ELA, ELA 2.0(Ку-Ку бенд, Fabrizio Parisi & The Editor)                             | 2022     | –                             | Валери Милев                 | Seven-Eight Prod.          |
| Любов(Слави Трифонов и Лилия Стефанова)                                            | 2022     | –                             | Емил Цончев                  | Seven-Eight Prod.          |
| Прегърни ме(Слави Трифонов и Азис)                                                 | 2022     | –                             | Валери Милев                 | Seven-Eight Prod.          |
| Аз съм(с участието на Ники и Любо)(нова версия)                                    | 2022     | –                             |                              | Seven-Eight Prod.          |
| Братко мой                                                                         | 2022     | –                             | Валери Милев                 | Seven-Eight Prod.          |
| Мами(Борис Солтарийски, с участието на Диона)                                      | 2022     | –                             | Радослав Делчев              | Seven-Eight Prod.          |
| Остани(Слави Трифонов и Софи Маринова)                                             | 2022     | –                             | Валери Милев                 | Seven-Eight Prod.          |
| Аз съм(нова версия)                                                                | 2023     | –                             |                              | Seven-Eight Prod.          |
| Демон(Слави Трифонов и Тита)                                                       | 2023     | –                             | Валери Милев                 | Seven-Eight Prod.          |
| Знаеш ли какво е(Борис Солтарийски и Невена Цонева, с участието на Гъмзата)        | 2023     | –                             | Иван Димитров                | Seven-Eight Prod.          |
| Лукс(Кали, с участието на Гъмзата)                                                 | 2023     | –                             | Николай Скерлев              | Кали                       |
| Ти си на ред                                                                       | 2023     | –                             | Валери Милев                 | Seven-Eight Prod.          |
| Просто любов(Слави Трифонов и Софи Маринова)                                       | 2023     | –                             |                              | Seven-Eight Prod.          |
| No mercy(нова версия)                                                              | 2024     | No Mercy                      |                              | Seven-Eight Prod.          |
| Няма такава жена(Симона Загорова и Борис Солтарийски)                              | 2024     | –                             | Иван Димитров                | Simona Zagorova Music      |
| Искам те пак(Слави Трифонов и Nofar Batat)                                         | 2024     | –                             | Валери Милев                 | Seven-Eight Prod.          |
| Закъсня(Слави Трифонов и Емилия)                                                   | 2024     | –                             | Валери Милев                 | Seven-Eight Prod.          |
| Вълкът(Слави Трифонов и Емилия)                                                    | 2025     | –                             | Валери Милев                 | Seven-Eight Prod.          |
| Искам да бъдеш с мен                                                               | 2025     | –                             | Валери Милев                 | Seven-Eight Prod.          |

## Музикални изяви

### Участия в концерти и ТВ предавания
- I национално турне на „Ку-Ку“-„Ръгай чушки в боба“ – пролет `1993 г.
  - Благоевград, Пазарджик, Хасково, София, Ямбол, Сливен, Бургас, Велико Търново, Русе, Варна
- II национално турне на „Ку-Ку“ – 1994 г.
- „Каналето“ – 01.04.1995 – 1997 г., зала 12 на НДК, БНТ
- „Каналето под небето“ – 1995 г.
- „Viceroy Tour“ – 1996 г.
- „7 години „Ку-Ку“-7 години демокрация – 1997 г., зала „България“
- „Булгартабак Каналето – Българското турне“ – 23.06 – 02.08.1997 г.
  - Враца, Плевен, Русе, Добрич, Варна, Шумен, Бургас, Приморско, Слънчев бряг, Сливен, Казанлък, Стара Загора, Хасково, Пловдив, Пазарджик, Карлово, Кюстендил, Благоевград, Дупница, Петрич
- „Хъшове“ – 1998 г.-2000 г.; БНТ; кабелни регионални телевизии
- „Вавилон – балканско стълпотворение“ – 1998 г.
- "Концерт на „Хъшове“ – 24.05.1998 г., пл. „Възраждане“ в Плевен
- „Хъшове `99 – гласове срещу наркотиците“ – 16.09 – 06.10.1999 г.
  - Велико Търново, Ловеч, Плевен, Русе, Търговище, Шумен, Разград, Варна, Бургас, Ямбол, Тополовград, Хасково, Свиленград, Кърджали, Стара Загора, Пловдив
- „10 години „Ку-Ку“-10 години демокрация!“ – 13.02.2000 г., зала 1 на НДК
- „Хъшове на прощаване“ – 14.10.2000 г., зала 1 на НДК; bTV
- „Шоуто на Слави“ – 27.11.2000 г.-31.07.2019 г., зала 12 на НДК; bTV
- „Victory – Турнето на новите варвари“ – 23.08 – 22.09.2001 г.
  - Враца, Монтана, Плевен, Русе, Шумен, Бургас, Казанлък, Димитровград, Стара Загора, Хасково, Пловдив, Пазарджик, Дупница, Благоевград, Кюстендил
- „Фестивал на балканската музика“ – 31.08.2001 г., Солун
- „Разпускане Tour“ – 28.08 – 05.09.2002 г.[6]
  - Приморско, Бургас, Несебър, Варна, Добрич
- „Vox Populi – българското фентъзи“ – 22.12.2002 г., зала 1 на НДК
- „Новогодишен концерт“ – 12.2002 г., зала 1 на НДК
- „Великденски концерт с участието на Софийска филхармония“ – 04.2003 г., зала 1 на НДК
- „Велико Отечествено Турне“ – 09.-27.08.2003 г.
  - Враца, Плевен, Русе, Шумен, Варна, Бургас, Сливен, Стара Загора, Пловдив, Благоевград
- „Новогодишен концерт“ – 12.2003 г., зала 1 на НДК
- „Prima Патриот“ – 02.03.2004 г., зала 1 на НДК
- „Концерт на Слави Трифонов и Ку-Ку бенд“ – 21.05.2004 г., Astoria Hall, Лондон
- „4 бири и оркестъра да свири“ – Новогодишна програма-промоция – 31.12.2004 г., „Шоуто на Слави“, бТВ
- „Национално турне България“ – 16.07 – 14.08.2005 г.
  - Враца, Ловеч, Плевен, Велико Търново, Русе, Шумен, Силистра, Варна, Бургас, Ямбол, Хасково, Стара Загора, Пловдив, Благоевград, Кюстендил
- Music Idol 1 – 26.02 – 04.06.2007 г., зала 2 на НДК; bTV
- „Ние продължаваме“ – 01.-21.08.2007 г.
  - Враца, Плевен, Велико Търново, Русе, Варна, Бургас, Стара Загора, Пловдив, София, Благоевград
- „Пей с мен“ – 10.03 – 09.06.2008 г., зала „Фестивална“ София; NOVA
- No Mercy Tour – 01. – 18.08. и 23. – 25.09.2009 г.
  - Враца, Плевен, Велико Търново, Русе, Варна, Несебър, Бургас, Хасково и Стара Загора; Пловдив и Петрич
- American Tour – 23.09 – 06.10.2010 г., САЩ и Канада
  - Бостън, Ню Йорк, Чикаго, Лос Анджелис, Монреал, Торонто
- „Българската Коледа 2010“ – 24.12.2010 г., Народен театър „Иван Вазов“ София; bTV
- „Празничен новогодишен концерт на „Шоуто на Слави“ – 31.12.2010 г., зала 12 на НДК; bTV
- „Софи Маринова – 15 години на сцена“ – 05.-06.05.2011 г., зала 12 на НДК; bTV
- „Гласът на България 1“ – 18.07 – 24.10.2011 г., зала 2 на НДК; bTV
- „Да подкрепим хората от Перник“ – 08.06.2012 г., пл. „Кракра Пернишки“ в Перник
- „Честита нова година с „Шоуто на Слави“ – 31.12.2012 г., зала 12 на НДК; bTV
- „Гласът на България 2“ – 11.02 – 27.05.2013 г., зала 2 на НДК; bTV
- „На гости на Слави Трифонов“ – 31.12.2013 г., зала 12 на НДК; bTV
- „Симона и приятели в Свищов“ – 01.03.2014 г., I БНЧ „Еленка и Кирил Д. Аврамови – 1856“ – Свищов; bTV
- „Крисия и приятели в Разград“ – 03.03.2014 г., Общински културен център – Разград; bTV
- „Гергана и приятели в Стара Загора“ – 29.03.2014 г.; bTV
- „Гласът на България 3“ – 21.09 – 21.12.2014 г., зала 2 на НДК; bTV
- „Концерт на Слави Трифонов и Ку-Ку бенд“ – 25.04.2015 г., МСЗ „Арена Армеец“ София
- „Национална селекция за Детската Евровизия 2015 г.“ – 17.08 – 08.09.2015 г., зала 12 на НДК; bTV
- „Концерт на Слави Трифонов и Ку-Ку бенд“ – 25.09.2015 г., Национален стадион „Васил Левски“
- „Концерт на Слави Трифонов и Ку-Ку бенд“ – 21.05.2016 г., SSE Arena Wembley, Лондон [първоначално обявен за Troxy Hall, 23.04; 22.05]
- „Концерт на Ку-Ку бенд“ – 04.06.2016 г., Palacio Vistalegre Arena Madrid, Мадрид
- „Митинг-концерт на Слави и Ку-Ку бенд“ – 29.10.2016 г., пл. „Орлов мост“ и бул. „Цариградско шосе“ в София
- Концерт-спектакъл „Има такъв народ“ – 16.-17.-18.06.2017 г., МСЗ „Арена Армеец“ София
- „Новогодишното шоу на Слави“ – 31.12.2017 г., зала 12 на НДК; bTV
- „Концерт на Слави Трифонов и Ку-Ку бенд“ – 09.06.2018 г., The O2 Arena, Лондон
- „Новогодишното шоу на Слави“ – 31.12.2018 г., зала 12 на НДК; bTV
- „Вечерното шоу на Слави Трифонов“ – 04.11.2019 г. – досега, Doli Media Studio; 7/8 ТВ
- „Вечерта на Ку-Ку бенд“ – 06.11.2019 г. – досега, Doli Media Studio; 7/8 ТВ
- „Новогодишното шоу на Слави Трифонов“ – 31.12.2019 г., Doli Media Studio; 7/8 ТВ
- „Вечерното шоу на Слави Трифонов“(специално издание) – 31.12.2020 г., Doli Media Studio; 7/8 ТВ
- „Къде си вярна ти, любов народна“ – 02.04.2021 г., МСЗ „Арена Армеец“ София; 7/8 ТВ
- „Новогодишното шоу на Седем-осми“ – 31.12.2021 г., Doli Media Studio; 7/8 ТВ
- участие на Ку-Ку бенд – 25.03.2022 г., зала „EFE“(Хотел „Маринела“) – дискотека MEGA Megami
- участие на Ку-Ку бенд – 13.05.2022 г., зала „EFE“(Хотел „Маринела“) – дискотека MEGA Megami
- „Ние сме Ку-Ку бенд“ – 22.06. – 28.07. и 30.08. – 07.12.2022 г.
  - Панагюрище, Велико Търново, Ямбол, Бургас, Сандански и Варна; Созопол, Плевен, Благоевград, Стара Загора, Враца, Перник, Русе, Пловдив и София
- „Ку-Ку бенд представя: Софи Маринова – 25 години на сцена“ – 08.10.2022 г., МСЗ „Арена Армеец“ София; NOVA
- „Новогодишното шоу на 7/8 TV“ – 31.12.2022 г., Doli Media Studio; 7/8 ТВ
- „Ку-Ку бенд представя: Софи Маринова – 25 години на сцена“ – 06.06.2023 г., „Колодрум“ Пловдив
- „Ку-Ку бенд представя: Софи Маринова – 25 години на сцена“ – 06.07.2023 г., Дворец на културата и спорта Варна
- „Ние сме Ку-Ку бенд“ – 30.09.2023 г., Compass Arena, Чикаго
- Концерт на Ку-Ку бенд – 06.10.2023 г., Градски стадион Карнобат
- „Ку-Ку бенд представя: Софи Маринова – 25 години на сцена“ – 14.11.2023 г., ДКС – Велико Търново [първоначално обявен за 18.09]
- „Коя е тази песен?“ – 14.09.2024 г. – 30.10.2024 г., зала 12 на НДК; bTV
- „Помниш ли текста?“ – 05.11.2024 г. – досега, зала 12 на НДК; bTV
- „Ку-Ку бенд представя: Честит рожден ден, Софи Маринова!“ – 03.-04.-05.-06.12.2022 г., МСЗ „Арена 8888 София“